# Fade Away (The Kid Laroi e Lil Tjay)
Fade Away è un singolo del rapper australiano The Kid Laroi e del rapper statunitense Lil Tjay, pubblicato il 17 aprile 2020 dalla Columbia Records.

## Tracce
1. Fade Away – 2:59